# Vendela Santén
Vendela Elin Birgitta Zachrisson-Santén (ur. 11 czerwca 1978) – szwedzka żeglarka sportowa, brązowa medalistka olimpijska z Aten.
Brała udział w dwóch igrzyskach olimpijskich (IO 04, IO 08). Medal w 2004 zdobyła w klasie 470, partnerowała jej Therese Torgersson. W 2004 wywalczyły tytuł mistrzyń świata, w 2006 sięgnęły po brązowy medal globalnego czempionatu.